# Coupe de Tunisie de football 2023-2024
Navigation
Coupe de Tunisie 2022-2023 Coupe de Tunisie 2024-2025
La coupe de Tunisie de football 2023-2024 est la 67e édition de la coupe de Tunisie depuis 1956 et la 92e au total, une compétition à élimination directe mettant aux prises des centaines de clubs de football amateurs et professionnels à travers la Tunisie. Elle est organisée par la Fédération tunisienne de football.
Le vainqueur de cette édition est le Stade tunisien qui remporte son septième titre et se qualifie pour la coupe de la confédération et la Supercoupe de Tunisie.

## Enjeux
Comme le veut la tradition, le vainqueur de la compétition se qualifie pour la coupe de la confédération 2024-2025 et pour la Supercoupe de Tunisie 2023-2024.

## Calendrier
| Tour                                           | Nom                 | Date retenues                        | Équipes entrantes | Équipes participantes | Équipes gagnantes |
| Tour préliminaire                              | Tour préliminaire   | Tour préliminaire                    | Tour préliminaire | Tour préliminaire     | Tour préliminaire |
| ---------------------------------------------- | ------------------- | ------------------------------------ | ----------------- | --------------------- | ----------------- |
| 1                                              | 1er tour            | 16 décembre 2023                     | 24                | 24                    | 12                |
| 1                                              | 2e tour             | 27 et 28 janvier 2024                | 20                | 20                    | 10                |
| 1                                              | 3e tour             | 25 février 2024                      | 36                | 36                    | 18                |
| Tour final (entrée des 14 clubs de la Ligue I) |                     |                                      |                   |                       |                   |
| 2                                              | Seizièmes de finale | 19, 20 et 21 avril 2024 - 8 mai 2024 | 16                | 32                    | 16                |
| 3                                              | Huitièmes de finale | 17, 18 et 19 mai 2024                | -                 | 16                    | 8                 |
| 4                                              | Quarts de finale    | 22 et 23 juin 2024                   | -                 | 8                     | 4                 |
| 5                                              | Demi-finale         | 26 juin 2024                         | -                 | 4                     | 2                 |
| 6                                              | Finale              | 30 juin 2024                         | -                 | 2                     | 1 (vainqueur)     |

## Compétition

### Seizièmes de finale
Ce tour est marqué par l'entrée des quatorze clubs de la Ligue I.
Les résultats des matchs des seizièmes de finale sont les suivants :
| Date          | Club recevant         | Score              | Club visiteur                   |
| ------------- | --------------------- | ------------------ | ------------------------------- |
| 19 avril 2024 | AS Mohamedia (3)      | 0 - 2              | CA Bizerte (1)                  |
| 19 avril 2024 | AS Hamma (3)          | 1 - 2              | EGS Gafsa (1)                   |
| 19 avril 2024 | CS Sfax (1)           | 0 - 1 a. p.        | AS Marsa (1)                    |
| 19 avril 2024 | ES Zarzis (2)         | 0 - 3              | Stade tunisien (1)              |
| 19 avril 2024 | Ahly Sfaxien (3)      | 2 - 0              | US Ksibet el-Médiouni (3)       |
| 20 avril 2024 | PS Sakiet Eddaïer (3) | 1 - 0              | ES Tazarka (3)                  |
| 20 avril 2024 | CS Chebba (2)         | 1 - 2 a. p.        | ES Jerba (2)                    |
| 20 avril 2024 | AS Soliman (1)        | 0 - 2 a. p.        | AS Gabès (2)                    |
| 21 avril 2024 | US Ben Guerdane (1)   | 1 - 1 t. a. b. 3-5 | Club africain (1)               |
| 21 avril 2024 | ES Métlaoui (1)       | 2 - 2 t. a. b. 2-4 | US Monastir (1)                 |
| 21 avril 2024 | FS Menzel Kamel (3)   | 1 - 3              | Olympique de Béja (1)           |
| 21 avril 2024 | ES Bouchemma (3)      | 0 - 1 a. p.        | Étoile du Sahel (1)             |
| 21 avril 2024 | JS Omrane (2)         | 1 - 0 a. p.        | US Tataouine (1)                |
| 21 avril 2024 | ES Aloui (3) \|       | 0 - 3              | CS Korba (2)                    |
| 21 avril 2024 | SC Moknine (2)        | 2 - 4 a. p.        | SC Ben Arous (2)                |
| 8 mai 2024    | OC Kerkennah (2)      | 2 - 1 a. p.        | Espérance sportive de Tunis (1) |

La surprise générale de ce tour est l'élimination du finaliste de l'édition précédente, l'Espérance sportive de Tunis, par l'OC Kerkennah (évoluant en Ligue II) avec un score de 2 buts à 1 en prolongation au stade Taïeb-Mehiri à Sfax.

### Huitièmes de finale
Les résultats des huitièmes de finales sont les suivants :
| Date        | Club recevant         | Score              | Club visiteur       |
| ----------- | --------------------- | ------------------ | ------------------- |
| 17 mai 2024 | EGS Gafsa (1)         | 1 - 6              | Stade tunisien (1)  |
| 17 mai 2024 | CS Korba (2)          | 1 - 2              | Club africain (1)   |
| 17 mai 2024 | OC Kerkennah (2)      | 0 - 2              | AS Marsa (1)        |
| 18 mai 2024 | Ahly Sfaxien (3)      | 0 - 1              | Étoile du Sahel (1) |
| 19 mai 2024 | US Monastir (1)       | 2 - 0              | AS Gabès (2)        |
| 19 mai 2024 | Olympique de Béja (1) | 2 - 1 a. p.        | ES Jerba (2)        |
| 19 mai 2024 | PS Sakiet Eddaïer (3) | 1 - 2 a. p.        | CA Bizerte (1)      |
| 19 mai 2024 | SC Ben Arous (2)      | 2 - 2 t. a. b. 4-3 | JS Omrane (2)       |

### Quarts de finale
Les résultats des matchs de quarts de finale sont les suivants
| Date         | Club recevant         | Score       | Club visiteur      |
| ------------ | --------------------- | ----------- | ------------------ |
| 23 juin 2024 | US Monastir (1)       | 1 - 2       | Club africain (1)  |
| 22 juin 2024 | Olympique de Béja (1) | 3 - 2 a. p. | AS Marsa (1)       |
| 23 juin 2024 | Étoile du Sahel (1)   | 2 - 4 a. p. | Stade tunisien (1) |
| 23 juin 2024 | CA Bizerte (1)        | 1 - 0 a. p. | SC Ben Arous (2)   |

### Demi-finales
Les matchs des demi-finales sont marqués par l'utilisation de l'arbitrage vidéo. Tous les clubs engagés dans ce tour sont des clubs de la Ligue I. La direction nationale de l'arbitrage fait recours à des arbitres français.
| Première demi-finale | Olympique de Béja     | 1-4   | Stade tunisien                                                              | Stade Chedly-Zouiten, Tunis                             |                                                         |
| 26 juin 2024 16 h    | Yassine Bouabid 45+7e | (1-2) | Haythem Jouini 14e (pen.) · Youssouf Oumarou 30e · Hamza Khadhraoui 48e 65e | Arbitrage : Amir Loucif Arbitre vidéo : Bastien Duchebi | Arbitrage : Amir Loucif Arbitre vidéo : Bastien Duchebi |
| 26 juin 2024 16 h    | Rapport               |       |                                                                             | Arbitrage : Amir Loucif Arbitre vidéo : Bastien Duchebi | Arbitrage : Amir Loucif Arbitre vidéo : Bastien Duchebi |

| Deuxième demi-finale | CA Bizerte                                  | 2-1 a. p.       | Club africain    | Stade du 15-Octobre, Bizerte                           |                                                        |
| 26 juin 2024 17 h    | Tayeb Ben Zitoun 68e · Achref Ferchichi 93e | (0-0, 1-1, 2-1) | Hamdi Labidi 90e | Arbitrage : Ameur Chouchane Arbitre vidéo : Benoît Mio | Arbitrage : Ameur Chouchane Arbitre vidéo : Benoît Mio |
| 26 juin 2024 17 h    | Rapport                                     |                 |                  | Arbitrage : Ameur Chouchane Arbitre vidéo : Benoît Mio | Arbitrage : Ameur Chouchane Arbitre vidéo : Benoît Mio |

### Finale
La finale oppose pour la première fois le Stade tunisien (six titres de coupe) et le Club athlétique bizertin (trois titres) afin de déterminer le vainqueur de la coupe de Tunisie. Cette finale est remportée par le Stade tunisien sur un score de 2-0 grâce à des buts de Bilel Mejri et Haythem Jouini, permettant ainsi à la formation d'obtenir son premier titre depuis 2003 et de valider son ticket pour la prochaine coupe de la confédération.
| Finale            | Stade tunisien                       | 2-0   | CA Bizerte | Stade olympique de Radès, Radès                                                                                               | |
| 30 juin 2024 17 h | Bilel Mejri 32e · Haythem Jouini 57e | (1-0) |            | Arbitrage : Seif Ouertani Arbitres assistants : Omar Riahi Quatrième arbitre : Skander Jballah Arbitre vidéo : Fradj Abdeloui | Arbitrage : Seif Ouertani Arbitres assistants : Omar Riahi Quatrième arbitre : Skander Jballah Arbitre vidéo : Fradj Abdeloui |
| 30 juin 2024 17 h | Rapport                              |       |            | Arbitrage : Seif Ouertani Arbitres assistants : Omar Riahi Quatrième arbitre : Skander Jballah Arbitre vidéo : Fradj Abdeloui | Arbitrage : Seif Ouertani Arbitres assistants : Omar Riahi Quatrième arbitre : Skander Jballah Arbitre vidéo : Fradj Abdeloui |